# Romagna Albana spumante
Il Romagna Albana spumante è un vino DOC la cui produzione è consentita nelle province di Forlì-Cesena, Ravenna e in sette comuni della Provincia di Bologna.

## Caratteristiche organolettiche
- colore: giallo dorato
- odore: caratteristico, intenso, delicato
- sapore: dolce, gradevole, vellutato

## Storia
Nei primi anni ottanta del XX secolo erano coltivati circa 2.500 ettari.

Trent'anni dopo la superficie coltivata si è ridotta a 1.100 ettari.
Tra le varietà, primeggia l'Albana secco, seguito dall'Albana dolce.
Nel 2014 sono state 71 le aziende vitivinicole che hanno imbottigliato Albana Docg; altre 61 hanno chiesto la certificazione.

## Produzione
Provincia, stagione, volume in ettolitri
- nessun dato disponibile